# Кабул (Мисури)
Кабул (енгл. Cabool) град је у америчкој савезној држави Мисури.

## Демографија
По попису из 2010. године број становника је 2.146, што је 22 (-1,0%) становника мање него 2000. године.
| Група             | 2000.         | 2010.         |
| Белци             | 2.068 (95,4%) | 2.019 (94,1%) |
| Афроамериканци    | 5 (0,2%)      | 8 (0,4%)      |
| Азијати           | 18 (0,8%)     | 12 (0,6%)     |
| Хиспаноамериканци | 22 (1,0%)     | 55 (2,6%)     |
| Укупно            | 2.168         | 2.146         |